# Mr. Loverman
Mr. Loverman is een nummer van de Jamaicaanse dancehallartiest Shabba Ranks uit 1992. Het nummer verscheen op zijn album Rough & Ready Volume 1.
"Mr Loverman" heette eerst "Champion Lover" en was een nummer van de Britse reggaezangeres Deborahe Glasgow. Shabba Ranks neemt het nog een keer op met haar als "Mr. Lover Man" voor het album "Rappin' With The Ladies" uit 1988. Als de zangeres kort daarna overlijdt neemt Ranks het opnieuw op, dit keer als "Mr. Loverman" en met Chevelle Franklyn als zangeres. Het nummer haalde de hitlijsten in de Verenigde Staten en een aantal Europese landen, en werd een top 10-hit op de Britse eilanden. In de Amerikaanse Billboard Hot 100 haalde het de 40e positie. In de Nederlandse Top 40 haalde het een bescheiden 21e positie.